# Codipendenza
La codipendenza è una condizione psicologica comportamentale propria di ogni relazione in cui una persona adulta si mostra dipendente da un'altra persona.

## Storia
La psicoanalista tedesca Karen Horney nel 1941 parlava di personalità "Moving Toward" descrivendo le persone con scarso senso dell'autonomia che avevano bisogno di altri per perseguire la propria realizzazione.
Il termine "codipendenza" è stato sviluppato negli anni '70 dagli psicologi che studiavano il comportamento degli alcolisti e dei familiari degli alcolisti. Si è osservato infatti che i familiari di un alcolista non si comportano tutti allo stesso modo, ma ci sono degli schemi di comportamento ricorrenti. Mentre alcuni familiari si allontanano emotivamente, altri dedicano tutte le loro attenzioni all'alcolista, fino a dimenticare le proprie esigenze. Per questo tipo di comportamento si è parlato inizialmente di "co-alcolismo", poi più genericamente di "co-dipendenza". Preoccupandosi sempre per l'alcolista e risolvendo i problemi al suo posto, il familiare codipendente finisce per diventare un complice involontario.

## Definizione
Tra gli psicologi questa condizione appare controversa, e perciò varie sono le definizioni di codipendenza.
Negli anni ottanta gli psicologi hanno osservato che la codipendenza non si verifica solo tra i familiari degli alcolisti, ma anche tra i familiari di tossicodipendenti, e più in generale di chi ha problemi di dipendenza da sostanze.
Più di recente, alcuni specialisti parlano di 'codipendenza' per indicare il partner empatico di una persona narcisista. Il codipendente che si è adattato a vivere con un partner narcisista viene chiamato co-narcisista.
In generale, si può dire che la codipendenza è uno schema di comportamento disfunzionale in cui c'è un focus estremo su un'altra persona e una mancanza di consapevolezza delle proprie esigenze.

## Eziologia
La tendenza a farsi carico di un'altra persona si instaura con ogni probabilità nell'infanzia, per combattere la paura dell'abbandono: con il tempo, la persona ha imparato a pensare di non avere valore per sé stessa e a mettere avanti le esigenze degli altri anziché le proprie. Diventa così una facile preda della manipolazione affettiva.
Gli psicologi hanno osservato che esistono personalità co-dipendenti, che senza rendersene conto scelgono partner che hanno problemi di dipendenza da sostanze, (farmaci, alcol o stupefacenti), oppure dipendenza da azioni, (come il gioco d'azzardo o il sesso).
Questo capita frequentemente a chi ha avuto un genitore che aveva a sua volta una dipendenza. Chi viene molto responsabilizzato da bambino, in qualche caso finisce quasi per "fare da madre" o "fare da padre" ai suoi genitori, mettendo da parte i suoi bisogni (genitorializzazione). Si è osservato che i bambini con questa esperienza possono sviluppare una personalità co-dipendente e hanno la tendenza, da adulti, a cercare un partner con le stesse caratteristiche del genitore problematico. In questa relazione, il co-dipendente tipicamente sogna di cambiare il partner e salvarlo dall'auto-distruzione.
Una dinamica simile si ha quando un bambino è cresciuto da genitori narcisisti: anche in questo caso, il genitore narcisista provoca un ribaltamento dei ruoli, per cui il bambino viene "genitorializzato". I bambini imparano così a mettere le esigenze del genitore davanti alle proprie e si abituano a considerare come "egoismo" qualunque tentativo di autonomia. Questa persona da grande può avere la tendenza a scegliere partner con una personalità narcisista.

## Dipendenza affettiva
La codipendenza è considerata una tipologia della dipendenza affettiva. Si parla di dipendenza affettiva perché il co-dipendente organizza i propri pensieri e comportamenti non attorno a una sostanza bensì attorno a una persona: la relazione con questa persona diventa una sorta di "droga", con una dinamica molto simile alla tossicodipendenza.

## Tratti e segni
Tra le caratteristiche fondamentali della codipendenza vi sono una bassa autostima, una sottomissione avvilente o la presenza di meccanismi di controllo disfunzionali, meccanismi di negazione e uno smodato bisogno di approvazione.
Tipicamente una persona codipendente:
- trova difficile identificare ed esprimere le proprie emozioni e i propri sentimenti (insight);
- tende a minimizzare o negare le proprie emozioni e sentimenti;
- si sente responsabile di quello che provano gli altri (es. "Se è arrabbiato è per colpa mia");
- pensa di valere solo se riceve un giudizio positivo dagli altri;
- fa affidamento sull'approvazione degli altri per decidere cosa fare e cosa dire;
- teme la reazione degli altri nel caso in cui vengano a sapere quello che prova veramente;
- si lascia influenzare dai sentimenti degli altri, fino a farli propri;
- rinuncia a interessi e hobby pur di non irritare gli altri;
- accetta compromessi con i suoi valori e principi, pur di non irritare gli altri;
- può risentirsi del fatto che gli altri non riconoscano i "sacrifici" che ha fatto per non irritarli;
- immagina che nessuno riesca veramente a cavarsela da solo;
- può offrire volentieri consigli e aiuti non richiesti;
- può risentirsi se gli altri non accettano i suoi consigli e aiuti.

Per calmare la sua angoscia, il codipendente spesso cerca di rendersi necessario agli altri: i problemi di un'altra persona diventano i suoi problemi. Può diventare molto controllante, offrire guide e consigli non richiesti, oppure cercare di convincere gli altri sui veri sentimenti che dovrebbero provare. Può arrivare a usare il sesso come strumento per assicurarsi approvazione e accettazione.
Un segno importante di un comportamento codipendente si ha quando la persona accetta comportamenti aggressivi, manipolatori e abusanti da parte del partner, pur di mantenere in piedi la relazione. Il codipendente può anche provare rabbia o tristezza per questi comportamenti, tuttavia non rompe la relazione e diventa colluso con il partner abusante. Nei casi più gravi può mettere a rischio la sua sicurezza e la sua vita.

## Terapia
La codipendenza è un fenomeno piuttosto complesso, e più che una problematica a sé stante, sembra invece il sintomo di una organizzazione generale della personalità. Molti specialisti concordano sul fatto che per riuscire a rompere una relazione tossica, la persona codipendente deve prima sviluppare un'autostima sufficiente per sapere di poter sopravvivere alla rottura, e sviluppare un certo distacco verso la persona amata. Generalmente i co-narcisisti ricorrono alla terapia più frequentemente dei narcisisti, in quanto la loro autostima è comunque relativamente più solida di quella del narcisista.
Lo psichiatra statunitense Timmen Cermak, autore di "Diagnosing and Treating Co-Dependence", propose di inserire la codipendenza nel Manuale diagnostico e statistico dei disturbi mentali, ma l'American Psychiatric Association bocciò questa ipotesi. Il lavoro di Cermak è stato divulgato principalmente da Robin Norwood, autrice del fortunato libro "Donne che amano troppo"